# Ліберія
Лібе́рія (англ. Liberia), офіційна назва — Республіка Ліберія (англ. Republic of Liberia), МФА: [laɪˈbɪəɹɪə] ( прослухати)) — держава в Західній Африці зі столицею у місті Монровія. Площа країни становить 111 369 км² (103 місце у світі). Населення: 5 057 681 особа (123 місце у світі).
Країна була заснована як місце переселення для звільнених від рабства чорношкірих американців, яким запропонували повернутися на історичну батьківщину. Перші переселенці з'явилися у 1822 році, а в 1847 р. була заснована республіка Ліберія. Ліберія – єдина країна в Африці, яка не була колонізована під час імперіалізму в 19 столітті. З 1989 по 2003 рік в Ліберії йшла громадянська війна, яка забрала сотні тисяч жертв.
Наприкінці XX століття — на межі XX—XXI століття країна пережила державний переворот 12 квітня 1980 року, період військової диктатури сержанта Семюеля Доу в 1980—1989 роках, і наступні за цим періодом дві громадянські війни: першу ліберійську громадянську війну 1989—1996 років і другу ліберійську громадянську війну 1999—2003 років, які принесли сотні і тисячі жертв, а також мали катастрофічний вплив на економіку країни.

## Походження назви
Ліберія, що означає «Земля свободи», була заснована як незалежна держава вільнонародженими і випущеними на свободу, американськими африканцями.

## Географія

Топографічна карта Ліберії

Держава знаходиться в Західній Африці, територія країни простягається з півночі на південь на 340 км, а із заходу на схід — на 370 км. На північному заході межує з Сьєрра-Леоне (спільний кордон — 306 км); на півночі — з Гвінеєю (563 км); на сході — з Кот-д'Івуаром (716 км). На південному заході й півдні омивається водами Атлантичного океану, довжина берегової лінії 580 км.
Географічно Монровія є найближчим до Південної Америки (а саме до міста Натал, Бразилія) африканським містом: їх розділяють 3029,2 км або 1634,5 морські милі, безпосередньо через Атлантичний океан.

### Геологія
Надра країни містять запаси залізної руди, алмазів, золота.

### Рельєф
Рельєф країни — це вкрите лісами високогір'я, болотисте тропічне узбережжя, де численні річки впадають в океан. Приморська низовинна рівнина слабко розчленована, місцями заболочена. У глибині країни рівнина підвищується до 400—600 м і переходить у Леоно-Ліберійську височину. Найвища точка країни — гора Маунт-Вутеве висотою 1380 м.

### Клімат
Клімат екваторіальний, жаркий, від травня до жовтня йдуть тропічні дощі. Опадів випадає 5000 мм на узбережжі і 1500 мм в глибинних районах. Середня температура приблизно +25 °C.

### Гідрографія
Численні повноводні, але короткі річки (Мано, Лоффа, Сент-Пол та інші).

### Ґрунти й рослинність
Третина території вкрита лісами (пальми гвеї, цінні тропічні породи дерев); на сході — савана з акацією і баобабом. Ліси займають 18 % території.

### Тваринний світ
Фауна представлена у Ліберії досить широко: карликові гіпопотами, шимпанзе, слони, буйволи.

## Історія

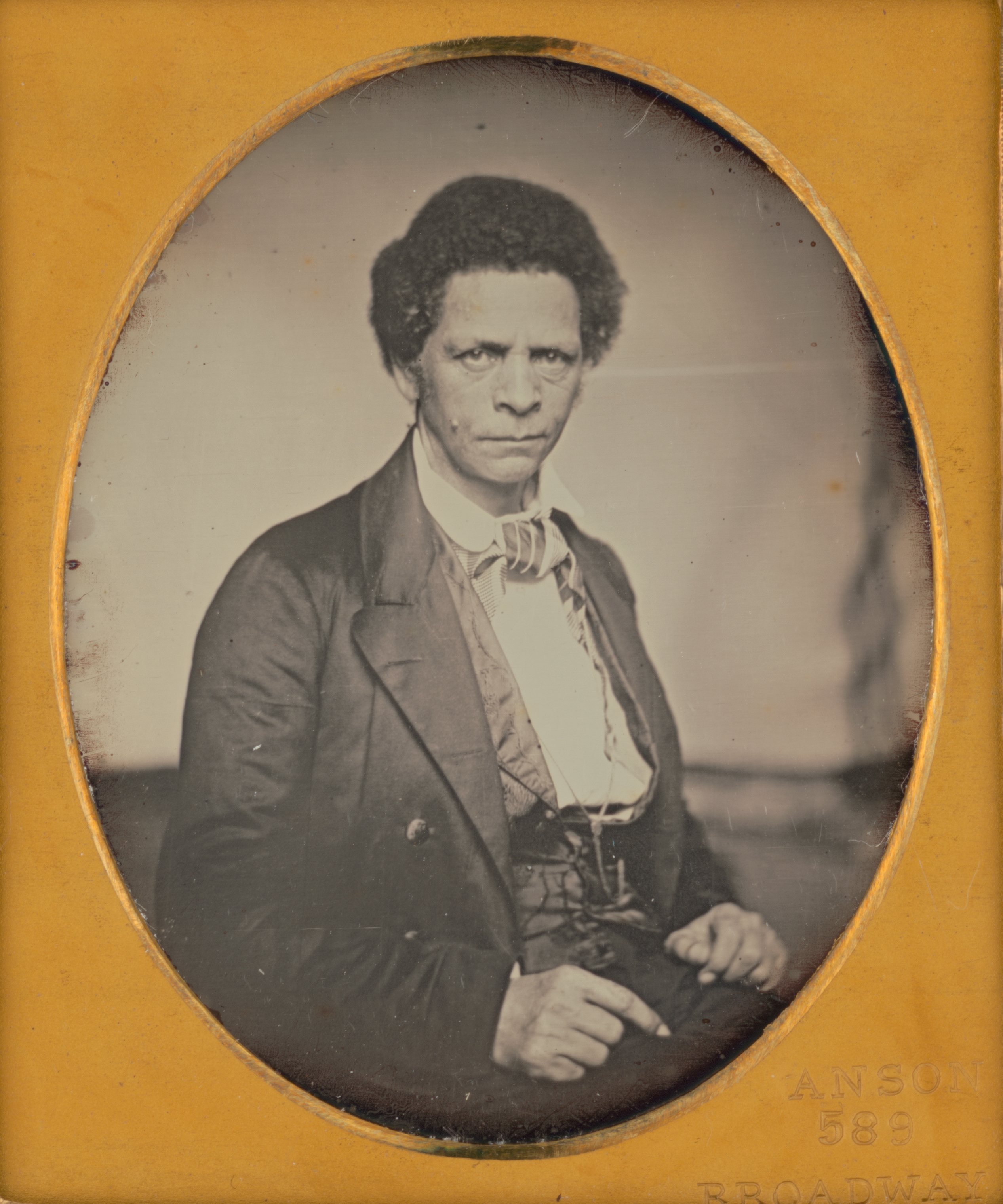
Робертс Джозеф Дженкінс — перший президент Ліберії

### Тубільні племена 1200—1800рр.

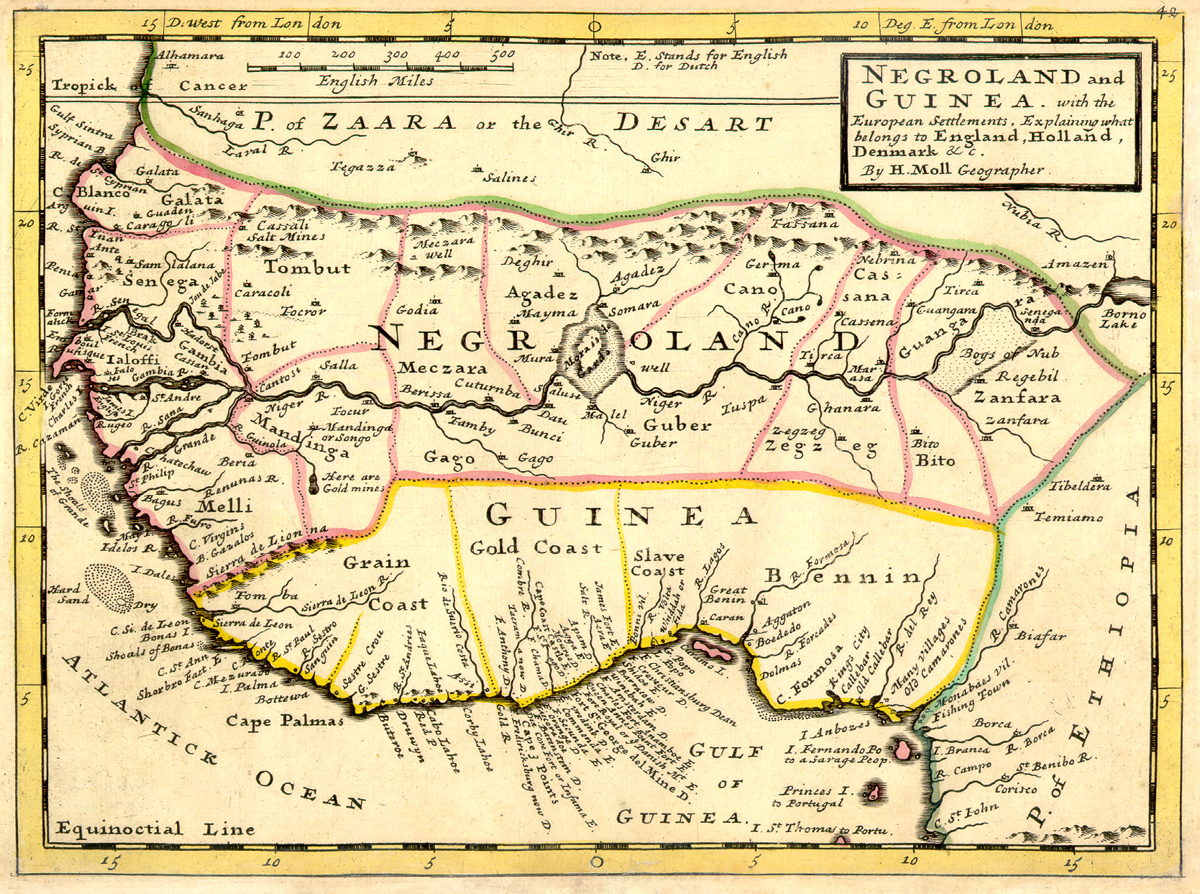
Європейська карта Негроленда і Гвінеї, 1736

Антропологічні і археологічні дослідження показують, що територія Ліберії була заселена як мінімум з XII століття.
Народи, що говорять на менде просувалися на захід, змушуючи невеликі етнічні групи переміщуватися на південь, у бік Атлантичного океану. серед перших переселенців були Деї, Басса, кру, голи і кісс.
Цей приплив посилився з початком занепаду західно-суданської Імперії Малі в 1375 році і Сонгайської імперії в 1591 році. Крім того, внутрішні регіони зазнали опустелювання, і їх мешканці були змушені переїхати до вологіших надбережних районів. Ці переселенці принесли навички прядіння бавовни, ткацтва, виплавлювання чавуну, культивування рису та сорго, і соціально-політичні інститути з імперій Малі та Сонгай.
Незабаром після завоювання регіону плем'ям мане (колишніми воїнами Імперії Малі), відбулася міграція народу ваї до регіону Гранд-Кейп-Маунт. Ваї були частиною імперії Малі, але були змушені мігрувати до прибережних районів, коли імперія впала в XIV століття. Народи Кру противилися притоку представників ваї на їх територію. Альянс мане і кру зупинив їх просування, але ваї залишилися в області Гранд-Кейп-Маунт (де зараз знаходиться місто Робертспорт).
Населення літоральної зони будувало каное і торгувало з іншими жителями Західної Африки від Зеленого Мису до території сучасної Гани. Пізніше європейські купці почали торгувати з місцевими жителями, підіймаючи їх каное на борт корабля. Спочатку кру обмінювалися з європейцями тільки товарами, але пізніше вони активно брали участь в африканській работоргівлі.
Кру покидали свої території і наймалися робітниками на плантаціях і в будівництві. Деякі з них навіть працювали на будівництві Суецького і Панамського каналів.
Іншою етнічною групою в регіоні були гріб. В результаті завоювання мане гріб були змушені переселитися на ту частину узбережжя, яка пізніше стала Ліберією.
Між 1461 роком і кінцем XVII століття на території сучасної Ліберії торгові факторії мали португальці, голландці та британці. Португальці називали цей регіон Перцевий берег (Costa da Pimenta), пізніше перекладене як Зерновий берег через велику кількість мелегетського перцю. Назву річці Сент-Пол дали португальські мореплавці, які вперше побачили її в день святого Павла в XV сторіччі.

### Поселенці з Америки
Історія Ліберії як політичної одиниці починається з прибуття до Африки перших чорношкірих американських поселенців — як вони себе називали, америко-ліберійців. Вони в 1822 році заснували колонію «вільних кольорових людей» (free men of color) під заступництвом Американського колонізаційного товариства. За угодою з вождями місцевих племен за товари загальною вартістю 50 американських доларів переселенці придбали територію площею понад 13 тисяч км².
У 1824 році ця колонія отримала назву Ліберія, була прийнята її конституція. До 1828 року переселенці захопили все узбережжя сучасної Ліберії (протяжністю близько 500 км), а потім також зайняли частини узбережжя сучасних Сьєрра-Леоне і Кот-д'Івуару.
26 липня 1847 року американські поселенці проголосили незалежність Республіки Ліберія. Поселенці сприймали континент, з якого їх предків забрали в рабство, як «землю обітовану», однак не прагнули долучатися до африканського співтовариства. Прибувши до Африки, вони називали себе американцями і корінні жителі та британська колоніальна влада сусідньої Сьєрра-Леоне, також вважали їх американцями. Символи їх держави (прапор, девіз і печатка), а також обрана форма правління відображали американське минуле америко-ліберійців.
Релігія, звичаї і соціокультурні стандарти американо-ліберійців ґрунтувалися на традиціях довоєнного американського Півдня. Взаємна недовіра та ворожнеча між «американцями» з узбережжя і «корінними» з глибинки породжували упродовж всієї історії країни тривалі та досить успішні спроби американо-ліберійської меншини домінувати над місцевими, яких вони вважали варварами і людьми нижчого сорту.
Заснування Ліберії спонсорували приватні американські групи, головним чином Американське колонізаційне товариство. Проте країна отримувала також неофіційну підтримку від уряду США. Уряд Ліберії змоделювали за подобою американського, він був демократичним за структурою, але фактично не завжди вдавалося дотримуватися демократичних принципів. Після 1877 року Партія істинних вігів монополізувала владу в країні і всі важливі посади належали членам цієї партії.
Три проблеми, що виникли перед владою Ліберії — територіальні конфлікти із сусідніми колоніальними державами, Британією і Французькою республікою, збройні сутички між поселенцями і місцевими жителями і загроза фінансової неспроможності ставили під сумнів суверенітет країни. Ліберія зберегла свою незалежність під час колоніального розподілу Африки, але наприкінці XIX — на початку XX-го століть втратила значну частину захопленої нею раніше території, яка була анексована Британією та Францією. У 1911 році кордони Ліберії з британськими та французькими колоніями були офіційно встановлені по річках Мано та Каваллі. Економічний розвиток наприкінці XIX століття стримувався через відсутність ринків збуту для ліберійських товарів і борговими зобов'язаннями з цілого ряду позик, сплата за якими виснажувала економіку.
На початку Першої світової війни Ліберія оголосила про свій нейтралітет, розраховуючи зберегти торговельні відносини з Німеччиною, на яку до 1914 року припадало більше половини зовнішньоторговельного обороту Ліберії. Однак блокада морських торгових шляхів, встановлена країнами Антанти, позбавила Ліберію цього найважливішого торговельного партнера. Майже повністю припинилося ввезення промислових товарів, виникли серйозні труднощі з продовольством.

### Значущі події середини XX століття
У 1926 році американські корпорації надали Ліберії великий кредит на 5 млн доларів.
У 1930-х роках Ліберію звинувачували у співучасті в торгівлі рабами; як підтвердження цього розглядався дозвіл вербувати робочу силу на території Ліберії для плантацій в Екваторіальній Гвінеї і Габоні, де завербовані працівники зазнавали жорстокого поводження і перебували практично на правах рабів. Тодішній президент Чарльз Кінг змушений був піти у відставку, і Велика Британія навіть ставила питання про встановлення опіки над Ліберією. Комісія Ліги Націй підтвердила основні пункти звинувачень.
Після початку Другої світової війни Ліберія знову проголосила нейтралітет, але її територію використовували для перекидання американських військ у Північну Африку. У 1944 році Ліберія офіційно оголосила війну Німеччині.
Після Другої світової війни США надавали кредити Ліберії, і незабаром Ліберія стала великим експортером каучуку і залізної руди. У 1971 році президент Вільям Табмен, який пробув на цій посаді п'ять термінів, помер, його місце зайняв Вільям Толберт, який до того 19 років пробув у статусі віце-президента. Продовжуючи зовнішню політику свого попередника, Толберт підтримував тісні зв'язки із США, але в той же час прагнув підвищити роль Ліберії в африканських справах, виступав проти апартеїду, попутно покращуючи відносини із соціалістичними країнами. Його економічні реформи привели до деяких позитивних наслідків, проте корупція і неефективне керування нівелювали їх. У 1970-ті роки сформувалася політична опозиція Толберта, а погіршення економічного становища викликало підвищення соціальної напруженості. Росли ціни, і це призвело до численних «рисових бунтів», найбільший з яких стався у квітні 1979 року. Тоді Толберт наказав відкрити вогонь по протестувальниках, що в підсумку призвело до масових заворушень і загального страйку.

### Переворот Семюеля Доу 1980 року
12 квітня 1980 року в Ліберії стався державний переворот, або, як його ще називають, «п'яна революція». 29-річний сержант Сем'юел Доу, представник племені кран, і компанія його друзів, сидячи у барі, вирішили захопити президентський палац. П'яні заколотники негайно здійснили свій план. Президент Республіки Вільям Толберт і ряд його міністрів були вбиті, а сержант Доу, виступивши по радіо, оголосив себе президентом. Деякі з заколотників, прокинувшись на ранок наступного дня, навіть не пам'ятали, що зробили. Якщо спершу зміна влади була сприйнята громадянами позитивно, то потім постійні зусилля Сем'юела Доу зі зміцнення своєї влади і тривалий економічний спад спричинили падіння його популярності і цілу серію невдалих спроб військових переворотів. У 1985 році Ліберія нібито повернулася до цивільного правління, на виборах офіційно переміг Сем'юел Доу, який перед цим приписав собі один рік, щоб відповідати заявленому мінімальному віку президента 35 років, і вчинив широкі підтасовування і фальсифікації; однак за незалежними опитуваннями переміг кандидат від опозиції, що отримав близько 80 % голосів.
Доу був убитий польовим командиром Йєду Джонсоном, який привіз його в одну з будівель найбільшого в Західній Африці порту (Freeport), а потім по-звірячому вбив — йому спочатку зламали руки, потім кастрували, відрізали вухо і змусили його з'їсти, а потім вбили, причому це все знімали на відео, яке потім було представлене всьому світу. У 2007 році Джонсон отримав пост сенатора в уряді Елен Джонсон-Серліф — жінки-президента в Африці.

### Громадянські війни 1989—2003 років
На початку 1990-х у країні відбувався великомасштабний конфлікт. «Національний Патріотичний Фронт Ліберії» — група повстанців на чолі з Чарльзом Тейлором — ініціювала повстання проти уряду Семюеля Доу у грудні 1989 року за підтримки Буркіна-Фасо і Кот-д'Івуару, спричинивши спалах першої ліберійської громадянської війни. Військові дії відбувалися з великою жорстокістю, в масовому порядку застосовували тортури. До вересня 1990 року, уряд Доу практично склав свої повноваження, самого Доу було схоплено і страчено у тому ж місяці. Повстанці не змогли консолідувати свої сили і почали конфліктувати між собою. Наглядова Рада ЕКОВАС ухвалила рішення втрутитися у конфлікт і надіслати озброєний контингент до Ліберії. Від 1989 до 1996 року в результаті кровопролитних громадянських війн Ліберія втратила понад 200 000 життів і біля мільйона осіб стали біженцями. У 1995 році почались переговори про припинення вогню. Підсумком першого раунду стало підписання мирної угоди і вибори президента Республіки у 1997 році, які виграв Чарльз Тейлор. Світова спільнота воліла проігнорувати вчинені на виборах порушення і масове насильство щодо опозиції.
Президентство Тейлора дискредитувало Ліберію через звинувачення світового співтовариства у нелегальному експорті діамантів і деревини з метою фінансування повстанського руху у Сьєрра-Леоне. Друга громадянська війна у Ліберії почалася у 1999 році, коли Демократичний рух Ліберії — група повстанців на північному заході країни — ініціювала повстання проти уряду Тейлора. У 2002 році при активній допомозі і підтримці гвінейського президента Лансана Конте був створений великий опозиційний рух ЛУРД. У березні 2003 року повстанські групи атакували війська Тейлора з південного сходу. Мирну угоду вдалося підписати у червні 2003 року. Значну роль у підписанні мирної угоди зіграв жіночий молитовний рух "Масова акція жінок Ліберії за мир". Об'єднавшись разом, близько 3 000 жінок - християнок та мусульманок чинили тиск на президента та повстанців з метою укладання перемир'я у кровопролитній війні, змусивши Тейлора зустрітися з лідером повстанців і почати переговори про припинення війни.
Верховний Суд Сьєрра-Леоне висунув Тейлору звинувачення у злочинах проти людства. Під тиском світового співтовариства Тейлор був вимушений піти у відставку і згодом втік до Нігерії. У 2003 році ООН ініціювала розгортання «МООНЛ».

### ЕкстрадиціяЧарльза Тейлораі процес над ним
4 грудня 2003 року Інтерпол видав ордер на арешт Чарльза Тейлора, обвинуваченого у скоєнні злочинів проти людства і порушенні Женевської Конвенції 1949 року. Його ім'я розмістили у списку найнебезпечніших злочинців. Нігерія, де в той час переховувався Чарльз Тейлор, дала згоду передати його уряду Ліберії у випадку отримання офіційного запиту від президента країни. 17 березня 2006 року такий запит було надано. 25 березня Нігерія дала згоду лише на його звільнення, щоб він міг постати перед судом у Сьєрра-Леоне. Через три дні Тейлор зник з морської вілли Калабар (Нігерія), де його утримували, але 29 березня його арештували під час спроби перетнути кордон з Камеруном на автомобілі з нігерійськими дипломатичними номерами. Через деякий час була підписана угода про передачу Тейлора Гаагському трибуналу — 26 квітня 2012 року Чарльза Тейлора визнали винним за 11 пунктами звинувачення, що стосуються військових злочинів, враховуючи публічні страти, зґвалтування і вбивства. Крім того, колишнього диктатора звинувачували в канібалізмі. 30 травня 2012 року його засудили до 50 років ув'язнення.
Екс-президент Ліберії став першим колишнім головою держави, засудженим за військові злочини в Міжнародному суді після Нюрнберзького процесу над лідерами нацистів після Другої світової війни.

### Перехідний уряд і вибори
На президентських виборах, що пройшли у 2005 році, фаворитом вважався відомий футболіст Джордж Веа. У першому турі Веа переміг, набравши 275 тис. голосів, що становило 28,3 %, однак у другому турі перемогу здобула Елен Джонсон-Серліф, із результатом 478 тис. голосів, або 59,4 %, і стала першою жінкою-президентом Ліберії. Елен Джонсон-Серліф — випускник Гарварду, колишній співробітник Світового банку та багатьох інших міжнародних фінансових інститутів, міністр фінансів в уряді Чарльза Тейлора.
Однак Веа не пішов із політики, ставши опозиціонером. У 2011 році на президентських виборах від його партії балотувався Вінстон Тубман, а Веа йшов як віце-президент, однак їхня команда зазнала поразки від тієї ж Джонсон-Серліф, яка цього разу набрала понад 90 % голосів.

### 2020-ті
22 січня 2024 президентом став Джозеф Боакай, перемігши на виборах чинного президента Джорджа Веа, який виграв попередні вибори у 2017 році.

## Політична система
Ліберія за формою правління є президентською республікою, голова держави — президент. 16 січня 2006 року президентом країни стала Елен Джонсон-Серліф, колишня міністр фінансів в уряді Чарльза Тейлора. Вона здобула перемогу на виборах 23 листопада 2005 року (вона отримала 59,4 % голосів, Джордж Веа отримав 40,6 % голосів). Державний устрій — унітарна держава.

### Парламент

#### Політичні партії
Найбільші політичні партії держави:
- Національна патріотична партія Ліберії, заснована 1996 року.
- Національно-демократична партія Ліберії, заснована 1996 року.
- Партія вселіберійської коаліції, заснована 1996 року.
- Партія єднання.

### Зовнішня політика
Ліберія — держава-засновник ООН.

### Місія ООН у Ліберії
Місія ООН у Ліберії заснована відповідно до Резолюції Ради Безпеки ООН 1509 від 19 вересня 2003 року. Строк дії мандату — 1 рік. Резолюцією Ради Безпеки ООН 2066 (2012) мандат Місії ООН у Ліберії продовжено до 30 вересня 2013 року. Штаб місії розташований в столиці Ліберії — місті Монровія.
Наявна чисельність Місії:
- 8981 військовослужбовець, а саме:
  - 7545 військовослужбовців у складі національних контингентів;
  - 128 військових спостерігачів;
  - 1308 представників цивільної поліції.

Крім цього до складу Місії входять:
- 468 осіб міжнародного цивільного персоналу;
- 991 особа місцевого персоналу;
- 228 волонтерів.

Основні завдання Місії:
- спостереження за дотриманням сторонами конфлікту угоди про припинення вогню;
- контроль за дотриманням прав людини;
- сприяння процесу роззброєння, демобілізації, реінтеграції та репатріації усіх учасників збройних формувань;
- забезпечення безпеки ключових урядових об'єктів;
- участь у реформуванні Збройних Сил та поліції Ліберії;
- забезпечення безпеки персоналу ООН та інших міжнародних організацій, захист цивільних осіб.

Заступник спеціального представника Генерального Секретаря ООН — Мустафа Сумаре (Малі).
Командувач сил Місії — генерал-майор Мухаммад Халід (Пакистан).

#### Український контингент
Українські миротворці беруть участь у миротворчій місії на підставі:
- указу Президента України № 1279/2003 від 10 жовтня 2003 року;
- Закону України № 1355-XV від 9 грудня 2003 року;
- постанови Кабінету Міністрів України № 187 від 18 лютого 2004 року;
- меморандуму про взаєморозуміння між Україною та Секретаріатом ООН щодо внесення ресурсів для Місії ООН у Ліберії;
- листів про допомогу стосовно надання авіаційних засобів 56-м окремим вертолітним загоном до складу Місії ООН у Ліберії.

Чисельність місії — 275 осіб. Місце дислокації — аеропорт Робертсфілд, поблизу Монровії.

#### Українсько-ліберійські відносини
Уряд Ліберії офіційно визнав незалежність України 24 вересня 1998 року. Дипломатичні відносини з Україною встановлені 24 вересня 1998 року, шляхом підписання відповідного Протоколу міністрами закордонних справ обох країн у м. Нью-Йорк. Дипломатичних і консульських представництв в Україні не створено, найближче посольство Ліберії, що відає справами щодо України, розташоване в Бонні (Німеччина). Справами України в Ліберії відає українське посольство в Сенегалі та Почесне Консульство України в Ліберії, яке функціонує з лютого 2019 року. Почесний консул – професор Нельсон Оньяма.
З 1993 до 2018 року в Ліберії працювала миротворча місія ООН, активним учасником якої була Україна. Миротвоча місія завершила свою діяльність 30 березня 2018 року. 
У 2018 році Ліберія проголосувала за резолюцію ГА ООН щодо дотримання прав людини в Криму.

### Державна символіка
- Державний прапор
- Державний герб
- Державний гімн

## Адміністративно-територіальний поділ

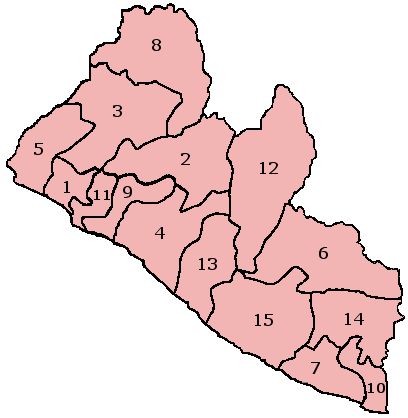

В адміністративно-територіальному відношенні територія держави поділяється на: 15 графств (англ. counties), які поділяються на 53 округи.
| №  | Графство         | Графство (англ.) | Адм. центр    | Адм. центр (англ.) | Площа, км² | Населення (2008) | Густота, осіб/км² |
| -- | ---------------- | ---------------- | ------------- | ------------------ | ---------- | ---------------- | ----------------- |
| 1  | Бомі             | Bomi             | Тубманбург    | Tubmanburg         | 1 942      | 82 036           | 42,24             |
| 2  | Бонг             | Bong             | Гбарнга       | Gbarnga            | 8 769      | 328 919          | 37,51             |
| 3  | Гбарполу*        | Gbarpolu         | Бополу        | Bopulu             | 9 685      | 83 758           | 8,65              |
| 4  | Гранд-Басса      | Grand Bassa      | Б'юкенен      | Buchanan           | 7 932      | 224 839          | 28,35             |
| 5  | Гранд-Кейп-Маунт | Grand Cape Mount | Робертспорт   | Robertsport        | 5 160      | 129 055          | 25,01             |
| 6  | Гранд-Геде       | Grand Gedeh      | Зведру (Чиен) | Zwedru             | 10 480     | 126 146          | 12,04             |
| 7  | Гранд-Кру        | Grand Kru        | Барклайвілл   | Barclayville       | 3 894      | 57 106           | 14,67             |
| 8  | Лофа             | Lofa             | Воїнджама     | Voinjama           | 9 978      | 270 114          | 27,07             |
| 9  | Маргібі          | Margibi          | Каката        | Kakata             | 2 615      | 199 689          | 76,36             |
| 10 | Меріленд         | Maryland         | Гарпер        | Harper             | 2 296      | 136 404          | 59,41             |
| 11 | Монтсеррадо      | Montserrado      | Бенсонвілл    | Bensonville        | 1 908      | 1 144 806        | 600,00            |
| 12 | Німба            | Nimba            | Саннікеллі    | Sanniquellie       | 11 546     | 468 088          | 40,54             |
| 13 | Рівер-Сесс       | River Cess       | Рівер-Сесс    | River Cess         | 5 592      | 65 862           | 11,78             |
| 14 | Рівер-Гі**       | River Gee        | Фіштаун       | Fish Town          | 5 110      | 67 318           | 13,17             |
| 15 | Сіное            | Sinoe            | Гринвілл      | Greenville         | 10 133     | 104 932          | 10,36             |
|    | Всього           |                  |               |                    | 97 040     | 3 489 072        | 35,95             |

## Збройні сили
Збройні сили Ліберії складаються з сухопутних військ, військово-морських і військово-повітряних сил. Чисельність збройних сил у 2000 році становила 12 тис. військовослужбовців. Загальні витрати на армію становили 13 млн доларів США, 1,3 % від ВВП країни.
Військова повинність: особи 18-річного віку для добровільної військової служби, призов відсутній (2010)
Придатні до військової служби:
- чоловіки 16—49 років: 815 826
- жінки 16—49: 828 484 (дані за 2010 рік).

## Економіка
Ліберія — аграрна держава з відносно розвиненою гірничою промисловістю. Валовий внутрішній продукт (ВВП) у 2006 році склав 2,9 млрд доларів США (164 місце у світі); що у перерахунку на одну особу становить 1 тис. доларів (179-те місце у світі). Промисловість разом із будівництвом становить 10 % від ВВП держави; аграрне виробництво разом з лісовим господарством і рибальством — 60 %; сфера обслуговування — 30 % (станом на 2006 рік). Зайнятість активного населення у господарстві країни розподіляється наступним чином: 8 % — промисловість і будівництво; 70 % — аграрне, лісове і рибне господарства; 22 % — сфера обслуговування (станом на 2006 рік).
Надходження в державний бюджет Ліберії за 2006 рік склали 85,4 млн доларів США, а витрати — 90,5 млн; дефіцит становив 6 %.
Економіка та інфраструктура Ліберії сильно постраждали в результаті громадянської війни. Зараз країна є однією з найбідніших держав світу. Показник ВВП на душу населення нижче тільки в Бурунді, Демократичній республіці Конго і Зімбабве). Близько 80 % населення знаходиться нижче рівня бідності.
Традиційно, однією з найбільших статей доходів є збір мита за використання ліберійського прапора торговими судами інших держав.
Ліберія входить до міжнародної організації країн АКТ.

### Валюта

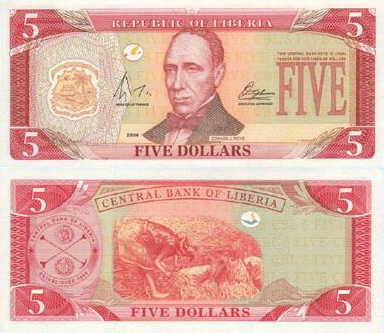
5 ліберійських доларів

Національною валютою країни слугує ліберійський долар. У 2006 році за 1 долар США (USD) давали 60 ліберійських доларів.

### Промисловість
Головні галузі промисловості: гірнича, харчова і деревообробна.

### Гірнича промисловість
Країна володіє великими мінеральними (великі запаси залізної руди, є розсипи золота, алмазів, рідкісноземельних елементів), сільськогосподарськими, лісовими, гідроенергетичними ресурсами.

### Енергетика
За 2004 рік було вироблено 325 млн кВт·год електроенергії (експортовано 0 млн кВт·год); загальний обсяг спожитої — 302 млн кВт·год (імпортовано 0 млн кВт·год).
У 2004 році споживання нафти склало 3,5 тис. барелів на добу, природний газ не використовується для господарських потреб.

### Агровиробництво
У сільськогосподарському обробітку знаходиться більше половини площі держави, 62 %. Головні сільськогосподарські культури: рис, кава, какао, олійна пальма, цукрова тростина.

### Транспорт
Основним видом транспорту є автомобільний. Його розвиток бере свій початок з кінця 1940-х років. Загальна протяжність автодоріг — 10,6 тис. км (з твердим покриттям — 657 км, станом на 1999 рік). Загальна протяжність залізниць становить 490 км (станом на 2004 рік). Після Другої світової війни Ліберія почала надавати свій прапор іноземним судам, що дає значну частину валютних надходжень до бюджету. Торговий флот (один з найбільших в світі по загальній водотоннажності) нараховує 1465 кораблів (станом на 2005 рік). Морські порти — Монровія, Б'юкенен, Гринвілл і Гарпер. Налічується 53 аеропорти та злітно-посадкових майданчики (два з яких мають тверде покриття, станом на 2005 рік). Міжнародний аеропорт Робертсфілд розташований в 56 км від столиці.

### Туризм
Ліберія відома своїм бальнеологічним курортом Робертсон, рекреаційним центром в Монровії. Держава має величезний потенціал для розвитку екологічного та екстремального туризму. Чудові піщані пляжі з затишними бухтами і найчистішими океанськими водами. У сухий сезон, з грудня по травень, океан тут найбільш прозорий і цікавий для глибоководних занурень.
У 1996 році Ліберія прибуток від іноземних туристів склав 10 млн доларів США.
Монровія — столиця країни, сильно розтягнута узбережжям океану, розсічена численними бухтами, лагунами і скелястими мисами. Місто має кілька нічних клубів, ресторанів і барів, зосереджених у районі вулиці Гарлі. Поблизу столиці є кілька хороших піщаних берегів. На відстані 80 км від Монровії лежить озеро Пісо — улюблене місце відпочинку жителів столиці і нечисленних поки туристів, великий у минулому курортний центр, ідеальне місце для рибалки та етнотуризму. Озеро має хороші умови для водних видів спорту. Мальовничі водоспади Кпа-Таве лежать в 4,5 годинах їзди з Монровії. У столиці також є приватний клуб любителів гольфу і численні футбольні поля.

### Зовнішня торгівля
Основні торговельні партнери Ліберії: країни Бенілюксу, Корея, Японія, Франція, Сінгапур, Україна, Норвегія.
Держава експортує: мінеральна сировина (55 %), деревина (9 %), алмази і золото (4 %), кава (2 %). Основні покупці: країни Бенілюксу (48 %); Сінгапур (12 %); Україна (%), Норвегія (6 %). У 2006 році вартість експорту склала 1,14 млрд доларів США.
Держава імпортує: продукцію машинобудування, нафту й нафтопродукти, харчову продукцію. Основні імпортери: Корея (25 %); Японія (25 %); Франція (4 %). У 2006 році вартість імпорту склала 3,85 млрд доларів США.
Навіть до громадянської війни, основними експортними товарами Ліберії були сира деревина та каучук, а також залізна руда. На експорт також вироблялися кава і какао. Ці товари експортуються і зараз (а також алмази).

## Населення

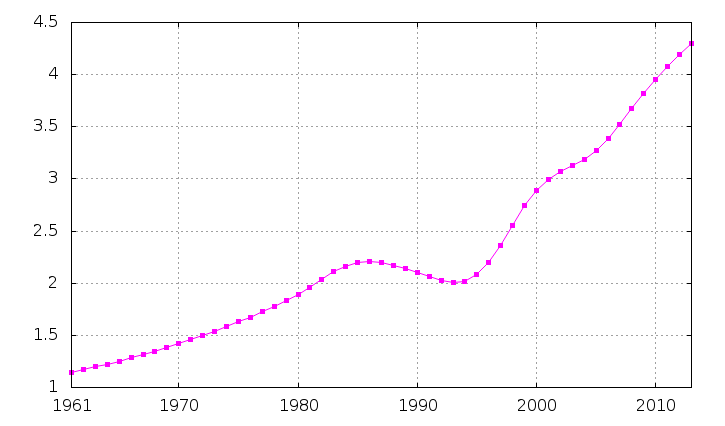
Зміна чисельності населення Ліберії у 1961—2003 роках

Населення держави у 2020 році становило 5 057 681 осіб (123 місце у світі). Населення країни в 1950 році становило 880 тис. осіб; у 1970 — 1,5 млн осіб; у 1980 — 2 млн осіб. Густота населення: 33 осіб/км² (136 місце у світі). Згідно статистичних даних за 2006 рік народжуваність 44,8 ‰; смертність 23,1 ‰; природний приріст 21,7 ‰.
Вікова піраміда населення виглядає наступним чином (станом на 2006 рік):
- діти віком до 14 років — 43,1 % (0,66 млн чоловіків, 0,65 млн жінок);
- дорослі (15-64 років) — 54,2 % (0,82 млн чоловіків, 0,83 млн жінок);
- особи похилого віку (65 років і старіші) — 2,8 % (0,04 млн чоловіків, 0,04 млн жінок).

У 1824 році (рік заснування Ліберії) загальна кількість переселенців не перевищувала кілька сотень людей (3 % всього населення країни). Більшість негрів в США не надихнулися гаслом «назад до Африки» і воліли залишитися в Америці.
Імміграція (повернення біженців) — 0,6 на 1000.

### Урбанізація
Рівень урбанізованості в 2000 році склав 45 %. Головні міста держави: Монровія (600 тис. осіб), Ганта (40 тис. осіб), Б'юкенен (35 тис. осіб).
| Монровія  | 1011,0 | Гарпер      | 17,8 |
| Ганта     | 41,1   | Гринвілл    | 16,4 |
| Б'юкенен  | 34,3   | Тубманбург  | 13,1 |
| Гбарнга   | 34,0   | Сакліпі     | 12,1 |
| Каката    | 33,9   | Саннікеллі  | 11,4 |
| Воїнджама | 26,6   | Карнплей    | 7,7  |
| Зведру    | 23,9   | Рівер-Гбей  | 7,3  |
| Харбел    | 23,4   | Зорзор      | 5,1  |
| Плібо     | 22,7   | Бенсонвіль  | 4,1  |
| Фойя      | 19,5   | Робертспорт | 3,9  |

### Етнічний склад
Головні етноси, що складають ліберійську націю: 20,3 % — кпелле, 13,4 % — басса, 10.0 % Ґребо, 8,0 % — дан, 7,9 % — мано, 6,0 % — кру, 5,1 % — лома, 4,8 % — кіссі, 4,4 % гола, 2,5 % — американо-ліберійці (нащадки негрів із США), 2,5 % — нащадки негрів з країн Карибського басейну.

### Мови
Державна мова: англійська. Офіційною мовою володіють близько 20 % населення, решта говорять приблизно на 20 групах аборигенних мов, більшість з яких не мають власної писемності.

### Релігії
Основна релігійна група - християни, які складають близько 85% від населення країни, абсолютна більшість з них - протестанти, до римо-католиків відноситься невеликий відсоток християн. Найбільша релігійна меншість - мусульмани, до яких належать етнічні групи  мандінго та ваї. Іслам належить до ліберального напрямку, орієнтована на суфізм. При цьому  значний відсоток населення зберігає місцеві звичаї, анімізм, які поєднує з сповіданням монотеїстичних релігій. В країні присутні також бахаїсти, індуїсти, сикхи, буддисти, атеїсти.
Християнські конфесії: лютерани, баптисти, єпископальна церква, пресвітеріани, римо-католики, Об'єднана методистська церква, Африканська методистська єпископальна церква, а також ряд п'ятидесятницьких церков. Деякі з п'ятидесятницьких церков пов'язані з церквами за межами країни, в той час як інші є незалежними. Є також члени Церкви Ісуса Христа Святих останніх днів (мормони) і адвентистів сьомого дня. Християни живуть по всій країні.

### Охорона здоров'я
Очікувана середня тривалість життя в 2006 році становила 39,7 року: для чоловіків — 38 років, для жінок — 41,5 року. Смертність немовлят до 1 року становила 156 ‰ (станом на 2006 рік). Населення забезпечене  лікарями — 1 лікар на 9,3 тис. жителів (станом на 1995 рік). 
Зараженість вірусом імунодефіциту (ВІЛ) — 1,7 % (оцінка 2007 року). У 2014—2016 роках у країні відбулась тяжка епідемія хвороби, яку спричинює вірус Ебола.

### Освіта
Рівень письменності в 2003 році становив 57,7 %: 73,3 % серед чоловіків, 41,6 % серед жінок.
Витрати на освіту в 1996 році склали 5,7 % від ВВП, 24 % усіх державних громадських видатків.
Ліберійська шкільна система навчання скопійована з американської, але через погане фінансування рівень освіти поступається багатьом африканським країнам. До другої світової війни навчанням дітей в основному займалися місіонерські та благодійні організації, в основному американські. Відтоді в країні відкрилася значна кількість державних шкіл. Школи були зосереджені у місцях проживання американо-ліберійців. Лише деякі мешканці внутрішніх районів змогли здобути освіту у розташованих там місіонерських школах або внаслідок усиновлення сім'ями американо-ліберійців. У самій Ліберії є три вищі навчальні заклади: Державний університет Ліберії, англіканський Каттингтонський університетський коледж і католицький коледж Фатімської богоматері.

### Інтернет
У 2001 році всесвітньою мережею Інтернет у Ліберії користувались 300 тис. осіб.

## Культура
Релігійні практики, соціальні звичаї і культурні стандарти американо-ліберійців тягнуться своїми коренями з довоєнного півдня США. Поселенці носили циліндри та фраки, а свої домівки будували за зразком південноамериканських рабовласників. Більшість американо-ліберійських чоловіків були членами Масонського ордену Ліберії, який відігравав значну роль у політичному житті країни.

### Образотворче мистецтво

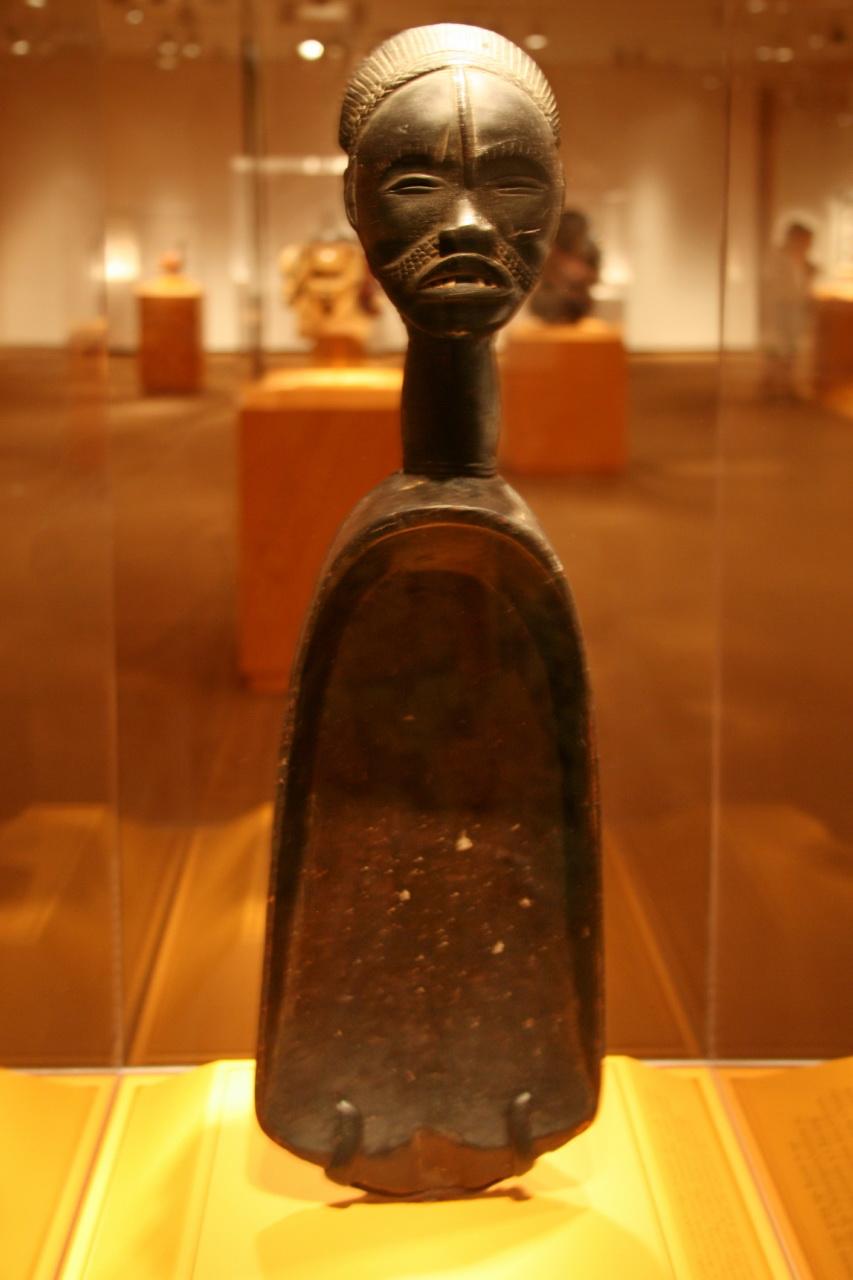
Ліберійська церемоніальна ложка

Ліберія має довгу та багату історію в текстильному мистецтві і квілтінгу адже поселенці принесли з собою свої швейні навички. У 1857 і 1858 роках у Ліберії відбулися Національні виставки на яких нагороджували призами за мистецьке шиття. Коли президент Еллен Джонсон-Серліф переїхала в урядову резиденцію, вона розпорядилася встановити в її президентському офісі ліберійське стьобане полотно.

### Кухня
Ліберійська кухня здебільшого включає рис — основний продукт харчування в країні. Інші компоненти включають маніок, рибу, банани, цитрусові, кокос, бамію і солодку картоплю. Популярною стравою є рагу, приправлене перцями хабанеро та Скотч Боннет, яке їдять з фуфу. Також традиційною у Ліберії стала випічка, яка прийшла зі Сполучених Штатів, що є унікальним явищем для Західної Африки.

### Спорт
Футбол є ліберійським національним видом спорту. Тому футбольні матчі через напруження пристрастей і присутність певного національного колориту як в оформленні трибун, так і в поведінці уболівальників, теж можуть вважатися своєрідною місцевою визначною пам'яткою.
У Ліберії розташований спортивний комплекс імені Семюеля Каньйон Дое, який служить як багатоцільовий стадіон та приймає багато спортивних заходів.

### Уряд
- Executive Mansion [Архівовано 10 жовтня 2011 у Wayback Machine.] Офіційний сайт уряду (англ.)
- House of Representatives Палата представників (англ.)
- Уряд Ліберії на сайті CIA (англ.)

### Загальна інформація
- Liberia University of Colorado, Boulder Libraries (англ.)
- Ліберія, каталог посилань Open Directory Project (англ.)
- Вікісховище : Атлас Liberia.

### Медіа
- Часопис Liberian Observer [Архівовано 5 грудня 2017 у Wayback Machine.] (англ.)
- Ліберія на сайті allAfrica.com [Архівовано 14 квітня 2015 у Wayback Machine.] (англ.)

### Інше
- Ліберійське законодавство [Архівовано 24 жовтня 2008 у Wayback Machine.] — Cornell Law Library (англ.)
- Liberia Online Community [Архівовано 6 червня 2020 у Wayback Machine.] (англ.)
- Liberian reconstruction Reuters AlertNet (англ.)